# Renato Restier
Renato Restier (Santana do Livramento, 24 de fevereiro de 1920 — São Paulo, 1 de agosto de 1984) foi um ator brasileiro.

## Biografia
Registrado como filho pelos atores Restier Júnior e Hortênsia Santos, na verdade seu pai era Procópio Ferreira, que o reconheceu como tal apenas muitos anos mais tarde. Após completar os estudos básicos, teve a chance de trabalhar com a família mas o pai adotivo não gostou de seu desempenho, o que provocou sua saída de casa.
Tentou a carreira de cantor, com algum resultado, tendo trabalhado na Rádio Mayrink Veiga e gravado dois discos, mas retornou aos palcos e neste mesmo ano de 1937 ingressou na companhia de Procópio Farreira, trabalhando na peça "Tudo por Você".
Estreou no cinema em 1951, como um vilão em Pecado de Nina. Foi contratado pela Atlântida e passou a interpretar a maior parte das produções do estúdio, quase sempre vivendo o papel de vilão, no melhor estilo de José Lewgoy.
Em 1954, recebeu um prêmio de melhor ator.
Em 1962, veio para São Paulo, contratado pela TV Record e estreou em programas humorísticos e novelas. Foi depois para a TV Tupi onde fez as telenovelas As Divinas e Maravilhosas e Um Dia, o Amor e para a TV Globo onde trabalhou nos programas de Chico Anysio e nas novelas Sinal de Alerta e Maria, Maria.
Morreu vítima de um câncer pulmonar depois de uma carreira de 45 anos que o transformou em um dos mais famosos vilões do cinema brasileiro.

## Filmografia

### Cinema
| Ano  | Título                      | Papel                  |
| ---- | --------------------------- | ---------------------- |
| 1951 | Pecado de Nina              | Juventino              |
| 1951 | Tocaia                      | Zico                   |
| 1952 | Areias Ardentes             | Alberto                |
| 1952 | Era Uma Vez um Vagabundo    | —                      |
| 1952 | Barnabé, Tu És Meu          | Salomão                |
| 1952 | Carnaval Atlântida          | Cecílio B. de Milho    |
| 1952 | Três Vagabundos             | Da Grana               |
| 1953 | A Dupla do Barulho          | Ricardo                |
| 1954 | Matar ou Correr             | Bob, o dono do cabaret |
| 1954 | A Outra Face do Homem       | Otávio                 |
| 1955 | Paixão nas Selvas           | —                      |
| 1955 | O Golpe                     | Ernesto                |
| 1956 | Colégio de Brotos           | Tiago                  |
| 1956 | O Negócio foi Assim         | Mocinho                |
| 1956 | Sai de Baixo                | —                      |
| 1956 | Com Água na Boca            | Dr. Satã               |
| 1956 | Guerra ao Samba             | Libório                |
| 1957 | De Pernas pro Ar            | Navalhada              |
| 1957 | Metido a Bacana             | Embaixador             |
| 1957 | Com Jeito Vai               | Sargento Paulo         |
| 1958 | É de Chuá!                  | Juca Moleza            |
| 1958 | E o Bicho não Deu           | —                      |
| 1958 | O Camelô da Rua Larga       | Geraldão               |
| 1959 | Mulheres à Vista            | Galileu                |
| 1959 | Garota Enxuta               | Dr. Lacosta            |
| 1960 | Pistoleiro Bossa Nova       | Delegado               |
| 1960 | Vai que É Mole              | Padre                  |
| 1960 | O Cupim                     | Leopoldo               |
| 1960 | Sai Dessa, Recruta          | Sargento Leão          |
| 1960 | Marido de Mulher Boa        | Leal                   |
| 1960 | Aí Vem a Alegria            | Pintoso                |
| 1961 | O Viúvo Alegre              | General Kramov         |
| 1961 | Mulheres, Cheguei!          | Cicatriz               |
| 1962 | Bom Mesmo é Carnaval        | Salim                  |
| 1963 | Und der Amazonas schweigt   | —                      |
| 1966 | Três Histórias de Amor      | Pai                    |
| 1972 | Quatro Pistoleiros em Fúria | Médico                 |
| 1972 | Independência ou Morte      | Barão de Mareschall    |
| 1973 | A Super Fêmea               | Coordenador de Agência |
| 1977 | O Mulherengo                | Belmiro                |
| 1979 | A Banda das Velhas Virgens  | Seu Gerôncio           |
| 1981 | Os Insaciados               | —                      |

### Televisão
| Ano  | Título                       | Papel               | Emissora   |
| ---- | ---------------------------- | ------------------- | ---------- |
| 1968 | Ana                          | Frederico Von Stein | TV Record  |
| 1973 | As Divinas... e Maravilhosas | —                   | Rede Tupi  |
| 1975 | Um dia, o Amor               | Doutor Prado        | Rede Tupi  |
| 1978 | Sinal de Alerta              | —                   | Rede Globo |
| 1978 | Maria, Maria                 | José Calixto        | Rede Globo |
| 1978 | A Conquista                  | —                   | TVE Brasil |
| 1981 | Reapertura                   | —                   | SBT        |

## Prêmios e Indicações
| Ano  | Premiação                    | Categoria   | Trabalho              | Resultado | Ref.  |
| ---- | ---------------------------- | ----------- | --------------------- | --------- | ----- |
| 1954 | Festival do Distrito Federal | Melhor Ator | A Outra Face do Homem | Venceu    | [ 4 ] |